# Kostel svatého Ondřeje (Ružomberok)
Kostel svatého Ondřeje v Ružomberku je gotický římskokatolický kostel z přelomu 13. a 14. století, který se nachází na rohu náměstí Andreje Hlinky v historickém centru města Ružomberok v tradičním regionu Liptov v Žilinském kraji na Slovensku. Je chráněn jako národní kulturní památka Slovenské republiky.

## Historie
Kostel byl postaven v raně gotickém slohu na přelomu 13. a 14. století na vyvýšeném místě na konci náměstí jako dvoulodní stavba obdélníkového půdorysu s polygonálním závěrem a se dvěma věžemi a jednou kaplí. Kostel byl v následujících staletích přestavován v pozdně gotickém, renesančním a barokním slohu, přičemž nejvýznamnější přestavbou byla renesanční na konci 16. století, která začala v roce 1585. Další přestavba proběhla také na přelomu 19. a 20. století v historizujícím novorománském slohu. Tato přestavba, která proběhla podle projektu místního stavitele Jana Krónera v letech 1900-1902, dala kostelu jeho současný ráz. Ve 40. letech 20. století bylo upraveno okolí kostela a postaveno mauzoleum Andreje Hlinky. Poslední rekonstrukce proběhla v roce 2002 a jednalo se o úpravu fasád.
V interiéru kostela se nachází původní gotická křtitelnice ze 16. století.
Kostel byl původně součástí většího opevněného sakrálního komplexu. Zbytek komplexu se však nedochoval, protože byl odstraněn v rámci velké přestavby církevního areálu ve 40. letech 20. století, kdy bylo postaveno mauzoleum Andreje Hlinky.
Kostel je součástí městské památkové rezervace. Na seznam kulturních památek byl objekt zapsán 23. března 1963 a patří k významným dominantám města Ružomberok.

## Zajímavosti
- Přímo pod kostelem se nachází Mauzoleum Andreje Hlinky s hrobkou a sarkofágem, které bylo postaveno v polovině 20. století.[4]
- Stavba je nejstarším kostelem na území města Ružomberok.[2]
- Ve věži kostela se nachází zvon vyrobený v roce 1506,[1][2][3] což z něj činí nejstarší zvon na území Liptova[2][3]. Zvon jménem Andrej vyrobil zvonař Andrej Sladič z Banské Bystrice.[3]
- V průběhu 17. a 18. století patřil kostel střídavě římskokatolické a evangelické církvi. V tomto ohledu docházelo k častým změnám, zejména v druhé polovině 17. století - v roce 1672 patřil kostel katolíkům, v roce 1683 evangelíkům, v roce 1686 opět katolíkům, v roce 1706 opět evangelíkům a v roce 1709 katolíkům, přičemž od tohoto roku zůstal ve správě římskokatolické církve.[1]
- Vitráže v jižní části jsou dílem Ľudovíta Fully.[1][3]
- Kostel byl původně zasvěcen svatému Ladislavovi. Patronství bylo změněno později, pravděpodobně v roce 1506, kdy byl do kostela instalován zvon.[1]

## Galerie

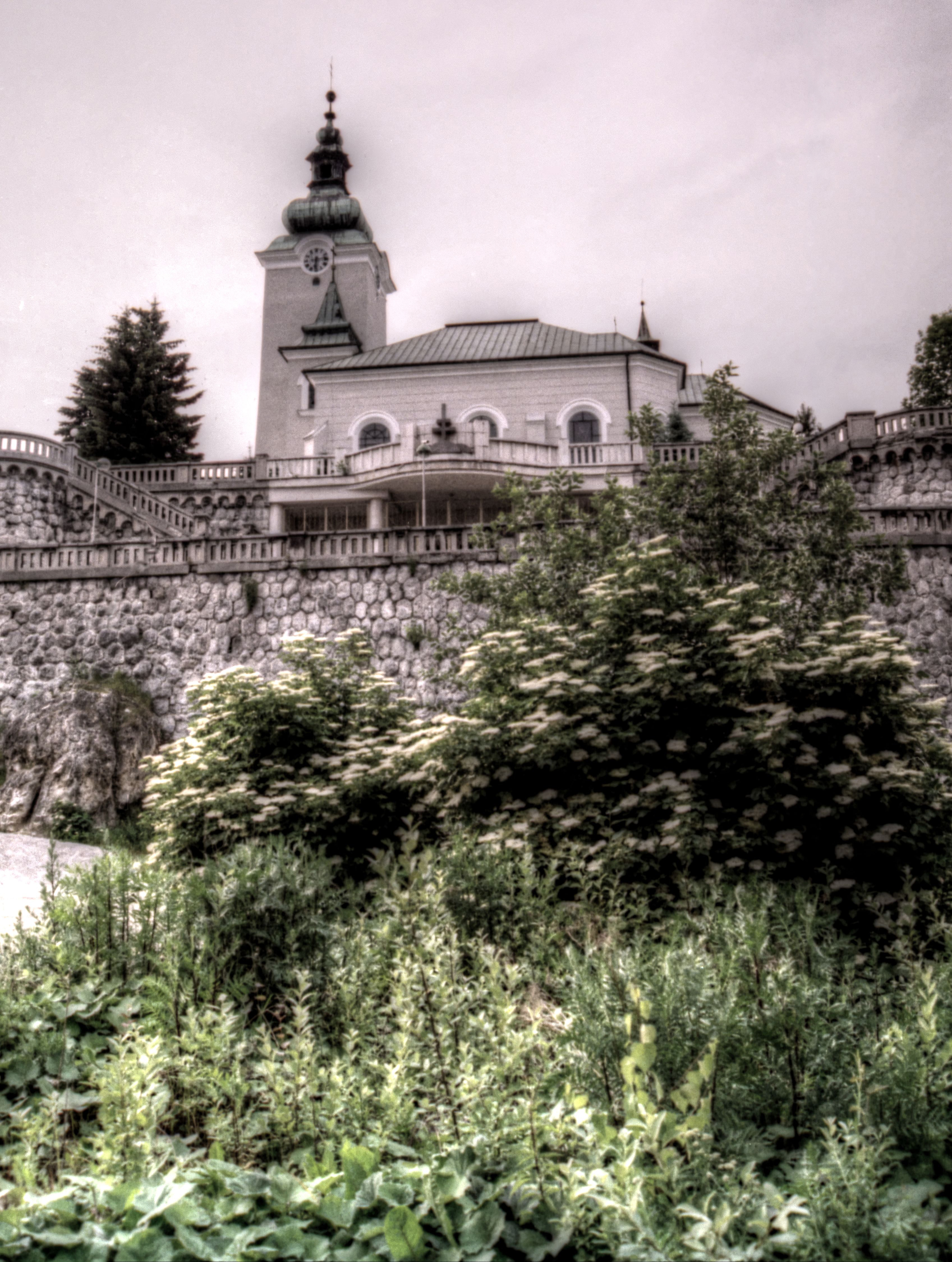
Pohled ke kostelu z jihu
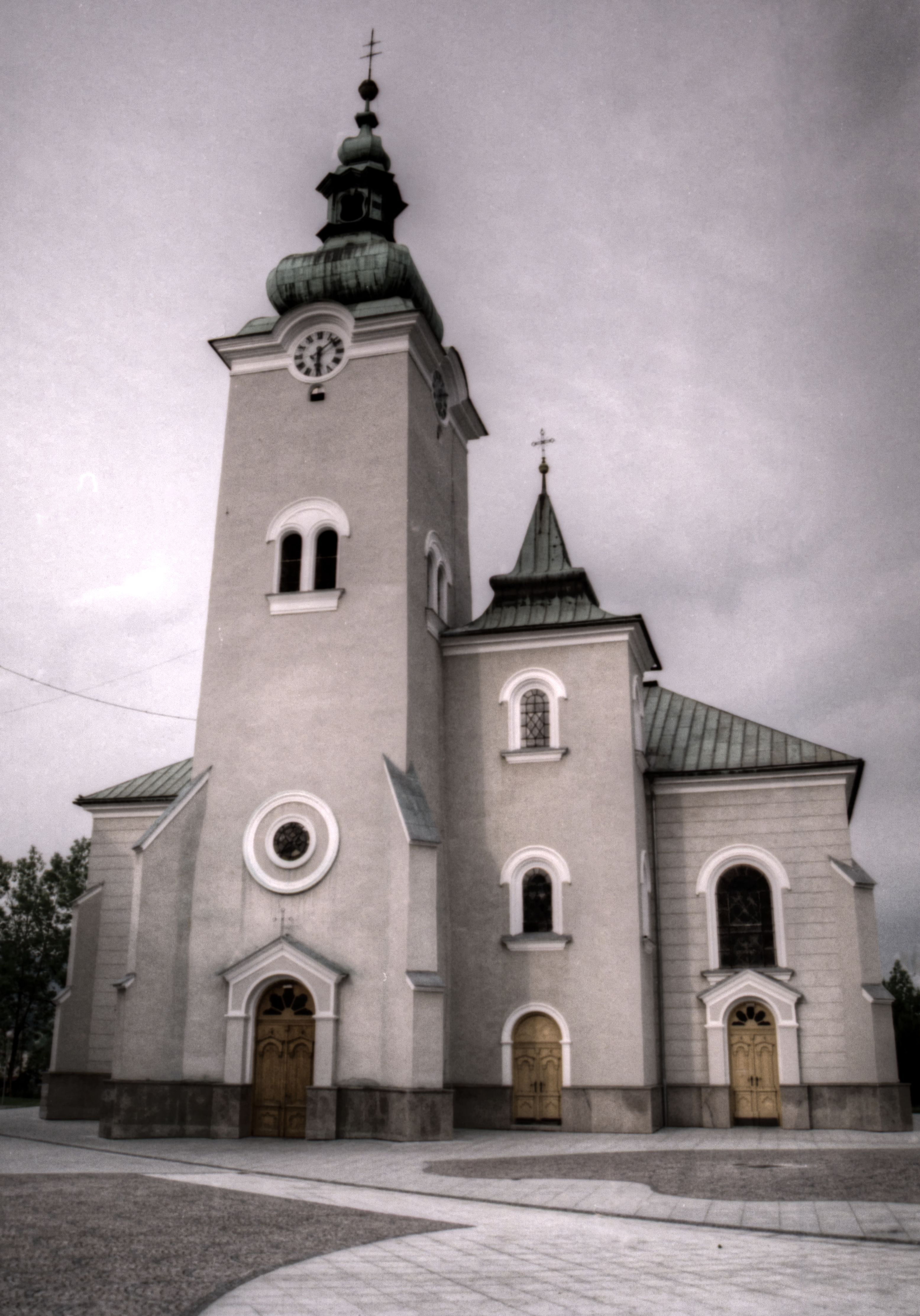
Západní fasáda kostela
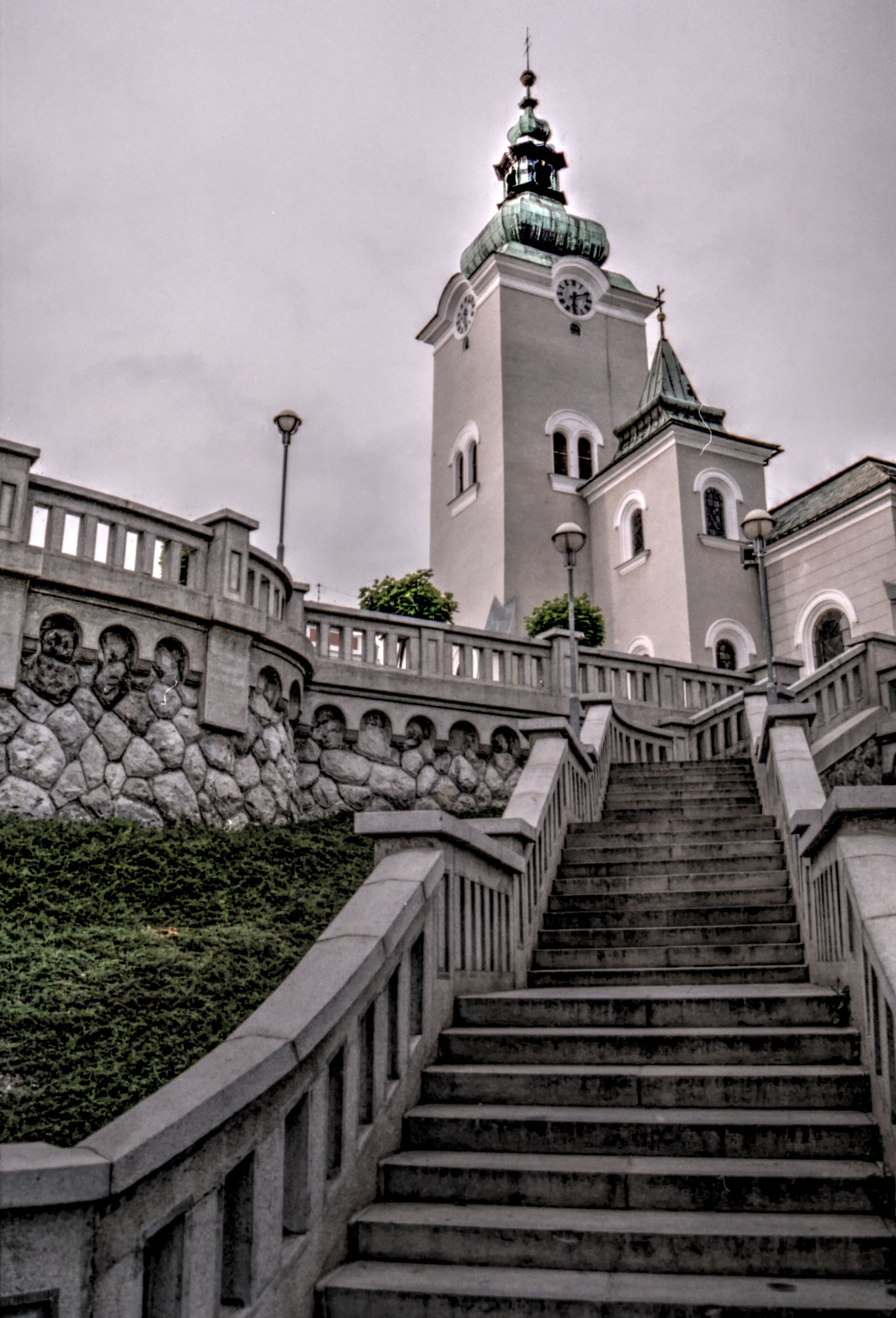
Pohled ke kostelu od vstupu do Mauzolea Andreje Hlinky
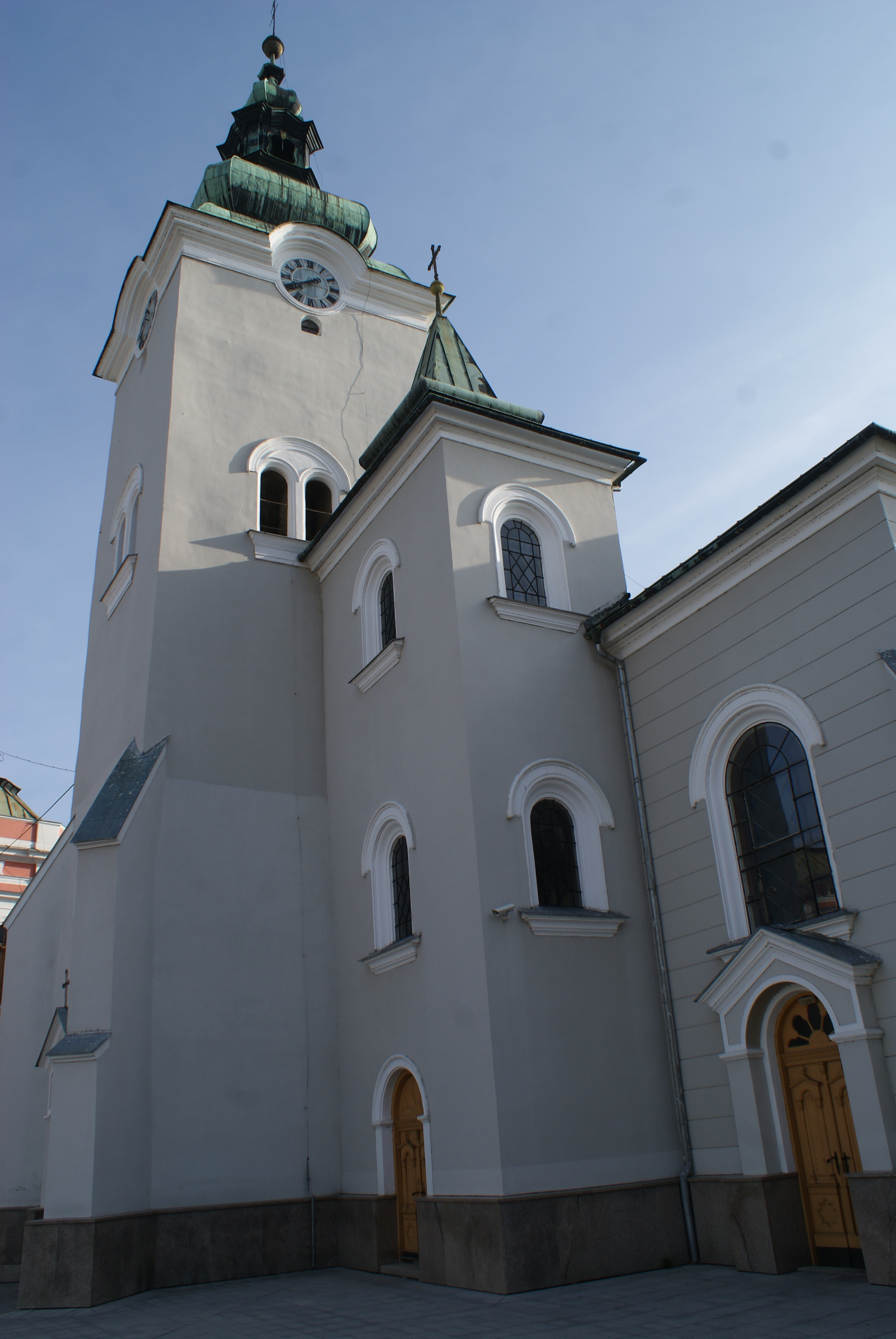
Detailní pohled na kostelní věže
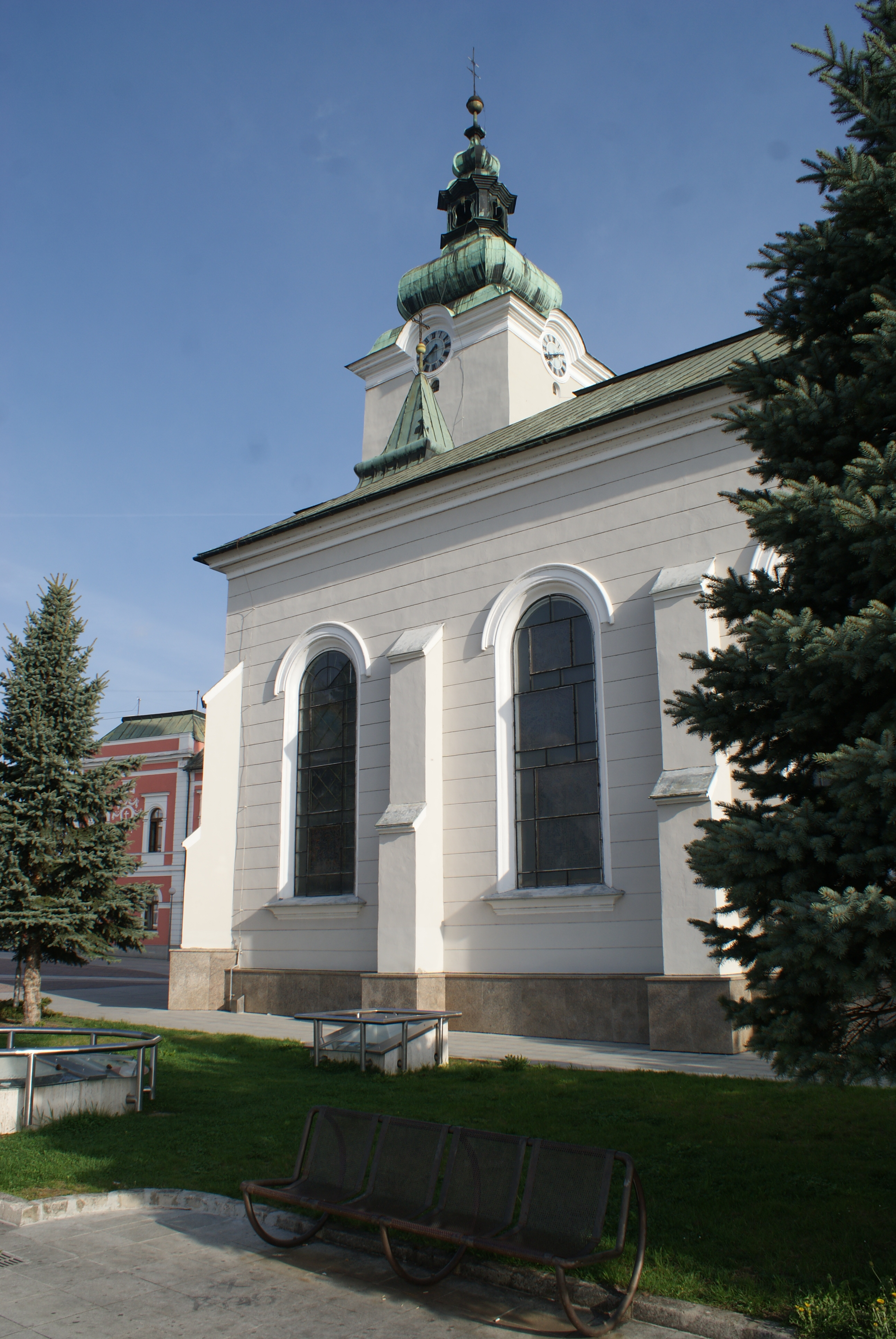
Jižní fasáda kostela